# Raja Beni Mellal
Raja de Beni Mellal (arabisch نادي رجاء بني ملال, DMG Nādī Raǧāʾ Banī Mallāl) ist ein marokkanischer Fußballklub aus der Stadt Beni Mellal.

## Geschichte
Der Klub wurde im Jahr 1956, als eine Zusammenschluss mehrerer lokaler Klubs wie Ittihad Al Mellali und La Mouloudia gegründet. Die einzige Meisterschaft der Klubgeschichte gelang in der Saison 1973/74, damit kam man auch im September 1974 ins Finale des Maghreb Champions Cup, unterlag dort jedoch Club Africain Tunis mit 0:2. Später rutschte der Klub in die unteren Ligen ab, wurde jedoch noch ein paar Mal Meister zweiten Liga. Derzeit spielt der Klub in der GNF II.

## Erfolge
- Marokkanischer Zweitligameister: 2012